# Conspiração da Pólvora
A Conspiração da Pólvora, também chamada de Traição da Pólvora, foi uma tentativa de assassinato contra o rei Jaime I da Inglaterra por um grupo provinciano de católicos ingleses, liderados por Robert Catesby. Ficou conhecida como um dos "mais memoráveis acontecimentos da história inglesa".
O plano era explodir, com trinta e seis barris de pólvora, armazenados no porão do Palácio de Westminster, a Câmara dos Lordes durante a cerimônia de abertura do parlamento em 5 de novembro de 1605.

## Contexto Histórico

### Sucessão do trono inglês
A crise sucessória que se arrastava na Inglaterra desde Henrique VIII encontra no fim do reinado de Elizabeth I — que finda, também, o poderio da dinastia Tudor — um ponto sensível. Elizabeth, que reinara sozinha desde a morte de sua irmã Maria, em 1558, morre em 24 de março de 1603 sem deixar cônjuge ou filhos, portanto, sem herdeiros diretos para o trono inglês.
Maria Stuart, prima católica de Elizabeth, rainha da Escócia até falecer em 1567, deixara para seu filho Jaime VI o trono escocês. O monarca agora era também considerado como sucessor preferido à Coroa inglesa. Sua ascensão teria sido alavancada pelo secretário de Estado inglês Robert Cecil e pelo apoio de diversos católicos que depositaram em seu governo as esperanças de uma abertura religiosa que desimpedisse a prática do catolicismo, entre eles o líder jesuíta Robert Persons, mais tarde "inimigo encarniçado da coroa”.
James VI assume o trono inglês como James I em 24 de março de 1603, quando procede à União das Coroas da Inglaterra, Escócia e Irlanda, todas sob seu reinado. Ambos os territórios, contudo, mantém-se como domínios independentes, com jurisdições e parlamentos próprios.

### Jaime VI da Escócia, I da Inglaterra
Sabe-se que a concepção política de James I pautava-se no direito divino dos reis e numa noção de soberania de cunho bastante autocrático. Contudo, a historiografia discute ainda hoje se ele fora ou pretendera ser um déspota absolutista.
Para Jaime I, um rei poderia fazer o que lhe aprouvesse, mas um bom rei deveria limitar-se, de boa vontade, pela lei. Fundamentado numa argumentação bíblico-exegética, o monarca defendia que toda autoridade instituída o era por vontade de Deus e que na escolha divina não caberia a intervenção do homem. Pois, um “mau rei é enviado de Deus como uma maldição ao seu povo e uma praga por seus pecados”. Assim, ainda que um rei pudesse ultrapassar os limites da tirania, caberia aos súditos obedecê-los independentemente de seus excessos. 
Deste modo, Jaime colocava seu poder acima do parlamento. Os representantes deste, por sua vez, carregavam ora uma concepção da soberania enquanto bem herdado e propenso a revisão, quando assim o povo decidisse, ora uma ideia de que, se o rei teria origem divina, todo equipamento necessário à execução de seu poder também revestia-se de caráter sagrado, de modo que “caso alguma instituição política tivesse que prevalecer, deveria ser a assembleia nacional, bastião da luta contra o poder despótico e em prol das liberdades sagradas dos súditos do reino”.

Assiste-se, então, no reinado de Jaime I na Inglaterra, a uma relação conflituosa entre rei e parlamento. Segundo Arthmar,
“Manifestações contra as proclamações reais, editadas durante os períodos de abstinência parlamentar, se fizeram frequentes. Outros pontos de oposição dos Comuns ao soberano viriam a aflorar nas fortes críticas à aliança com a Espanha, na exigência de maior rigor contra os católicos, na reafirmação do poder parlamentar de derrubar e processar ministros, na insatisfação com os atos das cortes reais, em suma, em praticamente todas as instâncias, domésticas ou externas, de exercício das prerrogativas do rei”.
Relativamente às questões financeiras, de acordo com Hume, havia uma situação peculiar à monarquia inglesa, ao menos desde Elizabeth, que tornou os reis da linhagem Stuart especialmente sensíveis às investidas do parlamento: pois a Coroa não dispunha de recursos monetários ou mesmo de um exército para sustentar as suas prerrogativas que, uma vez suprimidas, não possuíam os meios efetivos de salvaguardar a sua dignidade e assegurar a aplicação das leis, restando como apoio à Coroa unicamente a opinião dos súditos, formada pela tradição e pelos exemplos passados.
Visto que a relação de Jaime I com os súditos fora permeada de ambiguidades e expectativas frustradas, em especial no que se refere a um esperado aumento da liberdade religiosa pelos católicos, a “opinião popular” sobre seu reinado não se punha necessariamente como positiva. Desobediência e tiranicídio eram tópicos recorrentes na retórica contemporânea, mais notadamente entre os jesuítas, fatores que nos ajudam a compreender o quadro geral em que se deu a Conspiração da Pólvora.

### Religião na Inglaterra
No reinado de Elizabeth I a Igreja Anglicana havia realizado sua ruptura efetiva com Roma, mas o catolicismo ainda possuía diversos adeptos na Inglaterra (H. C., 2006, p.02) e para eles, como vimos, a sucessão monárquica envolveu grande tensão acerca das orientações religiosas do futuro rei.
Aos olhos dos contemporâneos havia diversos motivos para acreditar que Jaime I governaria em prol de uma tolerância religiosa. Filho de Maria Stuart, o monarca era católico batizado, casado com a também católica Anne, da Dinamarca. Esta, em 1601, enviara uma carta ao então papa Paulo V, dizendo que “pela graça do Espírito Santo, nós estamos voltando novamente à vida, das trevas da heresia à luz da verdade Católica” de acordo com Brodick, numa postura que levava a crer que ambos se colocariam à disposição do restabelecimento desta doutrina no reino escocês e, futuramente, em Inglaterra. Anne, a propósito, parece ter sido peça fundamental na aproximação calculista que Jaime buscava forjar com o catolicismo.

Além disso, os conflitos que James protagonizara com relação à Igreja Kirk — igreja nacional escocesa desde 1560, de linha calvinista presbiteriana — indicavam sua suposta aversão ao protestantismo. Esperava-se que, no trono inglês, o monarca revertesse a ordem dos privilégios e se vingasse das “heresias protestantes”. Entretanto, no primeiro ano do governo de Jaime o parlamento reafirma a legislação elizabetana contra os recusantes — católicos que não se conformavam ao anglicanismo; no ano seguinte (1604) o rei se pronuncia contra a “Igreja papista” e inicia uma série de perseguições aos não-conformistas. 
“Jaime chega a criar um Conselho com o objetivo pouco hospitaleiro de exterminar os jesuítas e seculares do reino, e foi esse o momento em que ‘destroçaram todas as esperanças sobre as quais os católicos haviam construído seu bem-estar’, palavras do padre Gerard”.
Há, portanto, um desapontamento com James que aparentemente daria em seu governo certa abertura para com o catolicismo. Em 1602 o papa Clemente insistia para a conversão de Jaime — rumores da possível conversão do rei circulavam em Roma, Espanha e França ainda em 1605 ano da Conspiração da Pólvora. Assim, sobre o cunho deste evento que foi chamado de “Traição dos jesuítas” conforme Brodick, defende-se ora ter sido um ato desesperado para o restabelecimento do catolicismo, ora uma intervenção forjada para incriminar e perseguir os cristãos católicos na Inglaterra.

### Avaliação geral do reinado de Jaime I
Pode-se notar que a figura de James I foi bastante contraditória. Seu discurso deixava em aberto questões que tangem ao poder de um governante com relação à lei, conforme apontado anteriormente, e nota-se que sua postura ambígua colocava dúvidas acerca de seu caráter absolutista ao passo que deixava também o governante livre para, se assim julgasse, modificar as leis conforme lhe aprouvesse.
No que diz respeito às questões financeiras da coroa, quando assumiu o governo de Elizabeth I com grandes dívidas, ao invés de quitá-las, como esperado, James somente realizou outras maiores e perante isso seu governo não teria mínimas condições de arcar financeiramente com conflitos bélicos internos ou externos, pois impossibilitado de aumentar o exército e mesmo suas cavalarias.  
Relativo à religiosidade, conforme visto anteriormente, seu reinado também carregou polêmicas, dada a incerteza de se finalmente sob seu governo a Inglaterra retomaria o catolicismo em sua completude ou acirraria a perseguição vigente aos seus ritos.
Visto que haviam tantos posicionamentos adversos relativos às posturas religiosas e políticas que seriam assumidas pela coroa perante seus súditos, denota-se como uma fragilidade implicava na outra, fosse a questão religiosa, como também a financeira e bem como a que se refere aos posicionamentos conturbados do rei frente ao parlamento que, em conjunto, conformariam as condições que denotaram dada instabilidade política enfrentada por Jaime I no período em que se procede à Conspiração da Pólvora.

## Conspiração
Os conspiradores, liderados por Catesby, planejaram suas ações como um último recurso frente as atrocidades cometidas pela coroa contra a fé católica, justificando assim suas intenções frente ao ataque que articulavam contra o parlamento. Analisando a iniciativa do grupo, é possível caracterizá-la, não apenas como uma ação terrorista, mas, também, por tiranicídio. Tentando justificá-lo como um direito à resistência.
O Parlamento se tornou o alvo das explosões, pois foi através de sua delegação, juntamente com a coroa, que a fé católica se tornou proibida e, por saberem das datas de suas reuniões e da certeza da presença do rei, no dia da abertura dos trabalhos.
É importante ressaltar que o ato de derrubada pela violência de um governo tirânico, não era condenado de todo pelo catolicismo, São Thomas de Aquino no século XIII e os católicos do século XVI, discutiam estes pontos em sua literatura e pensamento político.
No entanto a Traição da Pólvora, estava mais ligada a tradição Católica do duplo efeito. Pois, em uma questão tão complexa que envolveria a morte de inocentes, os conspiradores se basearam na questão de que o efeito positivo da ação se sobreporia nos efeitos negativos, que deveria ser involuntária e não desejada.

### Recrutamento Inicial
Para a realização do ato era necessário que mais católicos, de confiança, aderissem ao movimento, portanto um recrutamento se fez necessário. Como a ideia de conspiração iniciou-se no ano de 1604, foi em 20 de maio desse ano que a primeira reunião se deu na estalagem Duck and Drake, onde Catesby apresentou sua ideia simples e ao mesmo tempo horripilante, a destruição do governo existente. Também fazia parte do plano dos conspiradores o sequestro da filha do Rei James, a princesa Elisabeth, a fim de coroá-la rainha sob a tutela de um bom Lorde católico. 
Nessa primeira reunião estavam presentes: o próprio Catesby, Wintour, Wright, Guido e Percy, que fizeram um juramento de sigilo sobre um livro de orações. Depois, como era domingo, o padre John Gerard celebrou a missa em outra sala, sem nada saber sobre a reunião que antecedera sua celebração eucarística.

### Plano Inicial
Foi em outubro, de 1604, em Londres e no campo, que os detalhes finais do plano foram elaborados, tentaram organizar-se nos menores detalhes, por fim o plano consistia em reunir a maior quantidade possível de pólvora, nos porões do Parlamento. Decidiram, também, a maneira como Guy Fawkes devia acender o estopim no celeiro, e logo depois sair correndo para evitar a explosão fugindo de barco pelo Tâmisa. Organizariam uma rebelião no interior, que deveria coincidir com a explosão em Londres. 
Por fim, a princesa Elisabeth, filha de Jaime I, seria aclamada como rainha títere. E, ao mesmo tempo, Guido, em Flades, estaria explicando o que havia ocorrido para as potências católicas e que fora, delegado a eles, os conspiradores, o dever sagrado de explodir o governo inglês, na figura dos Lordes do Parlamento e da própria pessoa do rei.

### Recrutamento Adicional
Em outubro de 1604, se juntou aos conspiradores um sexto elemento, Robert Keyes, filho de pai protestante e mãe católica, Keys era descrito como “um homem digno de confiança e honesto, alto e de barba ruiva; podia-se contar com ele também, como Guy Fawkes, para mostrar coragem in extremis.”.
No início de dezembro de 1604, juntou-se ao grupo o sétimo conspirador, Thomas Bates, empregado de Catesby.
Em março de 1605, Robert Wintour, John Grant e Kit Wright, foram inseridos no segredo da conspiração.
Robert Catesby ainda recrutou mais três conspiradores o jovem, rico e dedicado católico Ambrose Rookwood que logo se tornou um dos mais entusiasmado dos membros do bando. 
Francis Tresham se tornaria o decimo segundo, recrutado por Catesby em 14 de outubro, embora esse afirmasse, até o momento de sua morte que “jamais fora em nenhum sentido um conspirador ativo”.
O decimo terceiro e último conspirador, foi Everard Digby, tinha 24 anos de idade e fora recrutado por duas razões, tinha bons cavalos e bons estábulos.

### Carta de Monteagle
Lord Monteagle, pertencia à geração de Catesby e estiveram juntos na Rebelião comandada pelo Conde de Essex, ainda contra Elisabeth I.
Porém, sua participação na Conspiração da Pólvora, inicia-se em 26 de outubro de 1605, ao receber uma misteriosa carta sombria e duvidosa que mudaria o rumo da conspiração. 

Na carta continha a seguinte mensagem:
"Meu senhor, pelo amor que tenho por alguns de vossos amigos, importa-me a vossa preservação. Por isso, eu vos aconselharia, como zelais por vossa vida, a inventardes alguma desculpa para evitar vossa presença nesse Parlamento; pois Deus e o homem concordaram em punir a perversidade desse tempo. E não façais pouco deste conselho, mas retirai-vos para o vosso campo [condado], onde podereis esperar a ocorrência em segurança. Pois embora não haja nenhuma aparência de agitação, digo-vos contudo que todos os presentes receberão um terrível golpe nesse Parlamento; e no entanto não verão quem os fere. Este conselho não deve ser condenado porque pode vos fazer o bem e não pode vos fazer mal algum; pois o perigo terá passado logo que tenhais queimado esta carta. Espero que Deus vos dê a graça de fazer bom uso desta sagrada proteção eu vos recomendo." 
E ao contrário do que lhe foi pedido, Monteagle levou a carta para o ministro, o Conde de Salisbury.
E, existem vários indícios de que a carta tenha sido escrita pelo próprio Monteagle, pois ao saber da conspiração, ele teria engendrado tal ação com o intuito de se safar de uma possível implicação de participação no ato.

### Descoberta
No sábado, 2 de novembro, enquanto os católicos ligados à conspiração, festejavam no condado de Warwickshire o Dia de Finados, o conselho do Rei Jaime se reunia e tomava conhecimento da carta de Monteagle e do possível ataque que sofreriam na abertura do Parlamento. 
Deliberaram que o Lord Camareiro, na segunda-feira, 4 de novembro, um dia antes da data marcada para a explosão, fariam uma inspeção meticulosa nas duas Câmaras.
No dia da busca, Lord Suffolk, fez a primeira busca acompanhado de outros Lordes, incluindo Lord Monteagle. O primeiro achado, veio do porão de John Whinniard, alugado por Thomas Percy, lá encontraram uma quantidade incomum de lenha. O nome de Thomas Percy era conhecido pelos Lordes. E, de imediato a autoria da carta lhe foi atribuída por Lord Monteagle.

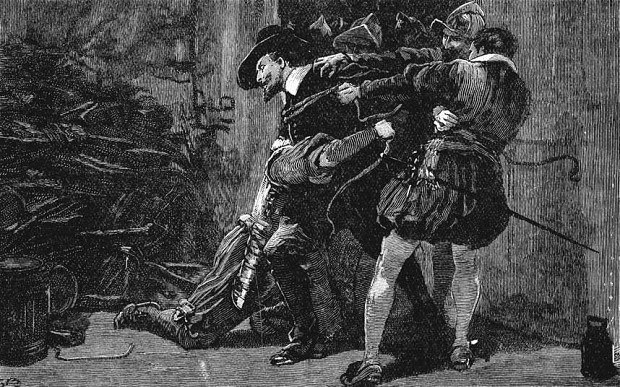
Representação de Guy Fawkes sendo capturado.

Um segundo grupo de busca voltou aos porões de Westminster, comandados por sir Thomas Knevett, por volta da meia noite, ordenados pelo rei, sob a ordem de serem mais específicos sobre o que havia naquele espaço, e para a surpresa de todos “descobriram um vulto de botas, capa e chapéu escuro esquivando-se embaixo das instalações do Parlamento, como se preparando para fugir, foi imediatamente capturado e amarrado com muita força”. Era Guy Fawkes, o plano havia fracassado.
 

E na Câmara dos Comuns, realizou, então a seguinte anotação no dia 5 de novembro de 1605:
Nesta última noite, a Câmara Superior do Parlamento foi inspecionada por sir Thomas Knevett; e ali foi capturado um certo Johnson, empregado do Sr. Thomas Percy; que pusera 36 barris de pólvora na galeria arqueada debaixo da Câmara com o propósito de explodir o rei, e toda a comitiva, quando ali estivessem reunidos. Depois descobriu-se que vários outros cavaleiros faziam parte da conspiração.

### Último esconderijo
Ao saberem da descoberta, um grupo fugiu para o norte, em torno de 36 homens, em busca de apoio para formar uma resistência armada contra o governo, chegando em
“Holbeach House, perto de Kingswinford, logo na entrada de Staffordshire”, uma casa a qual eles acreditavam poder levantar algum tipo de fortificação para resistir quando chegasse a hora.
Porém, no caminho até a chegada em Holbeach, o bando havia saqueado uma quantidade significativa de pólvora de Whewell Grange, e, tento a pólvora molhado com a chuva durante o trajeto decidiram colocá-la para secar perto do fogo, uma atitude desesperada, que resultou na explosão que Catesby tanto ansiava. “Foi uma labareda rápida e violenta, que engoliu, junto Rookwood, John Grant e o amigo deste, Henry Morgan”.
Nesse ínterim, uma tropa de duzentos homens, comandadas por sir Richard Walsh, seguia o bando, era apenas uma questão de tempo para que fossem apanhados, eles sabiam que a morte era certa, no embate com a tropa, ou nas mãos dos carrascos. 
Catesby, então, tomando e beijando o crucifixo disse que tudo que fizera fora por honra e glória daquela cruz, não se arrependia de seus atos. Com a espada em punha, demonstrou coragem, e estava disposto a morrer por seus ideais.
No embate com a tropa, Tom Wintour, foi ferido no ombro, o que lhe custou o movimento do braço, mas sobreviveu para contar a história da Traição da Pólvora. Os próximos a caírem foram: Jack Wright e Kit Wright. Ambrose Rookwood que fora ferido na explosão da pólvora na noite anterior, foi capturado e açoitado. Wright e Percy tiveram seus corpos dilacerados com extrema brutalidade. Grant e Morgan, também feridos no incêndio da pólvora, acabaram facilmente capturados.
Robin Catesby, ainda sobreviveu o bastante, para rastejar superando sua agonia para o interior da casa, onde conseguiu encontrar um quadro da virgem Maria, e morrer segurando-o nos braços.

### Investigação
Além do prisioneiro, encontrado no porão, que se apresentara pelo nome de John Johnson, Thomas Percy, homem do conde de Northumberland, era o outro nome que sabia estar associado à traição.
Um rápido processo de investigação foi instaurado, e ao final do dia o Lord Juiz Principal, sir John Popham, já tinha, conhecimento dos católicos considerados subversivos, apresentando a Salisbury os nomes de: Robert Catesby, Ambrose Rookwood, “um certo Keys”, Thomas Wynter, John Wright, Christopher Wright, além de Thomas Percy.
E graças aos espiões de Salisbury, foi fácil localizar o bando que fugia para o norte. 
Os capturados em Holbeach: Thomas Wintour, Ambrose Rookwood e John Grant, foram levados primeiro para Worcester sob a custódia do xerife, todos em péssima forma física. De lá, mandados para a Torre de Londres. Enquanto isso, os corpos de Robert Catesby e Thomas Percy que haviam sido sepultados, foram exumados de seus túmulos no interior por ordem do governo, tendo suas cabeças cortadas, para serem exibidas nos cantos da Casa do Parlamento.
Thomas Bates e Robert Keyes também acabaram sendo capturados. Sir Everard Digby, que pretendera transformar-se em sir Fulke Greville em Warwick, foi descoberto com dois empregados, por um pequeno pelotão de perseguidores. estes três conspiradores, também foram levados para Londres.
Robert Wintour, era o único que se mantinha em liberdade, até meados de dezembro. Francis Tresham, foi preso em Londres, em consequência da denúncia de Guy Fawker, no interrogatório sofrido em 12 de novembro, foi levado para a Torre três dias depois. 
Três nobres católicos, Lord Montague, Lord Mordaunt e Lord Stourton, todos com ligações que foram consideradas comprometedoras com a fracassada conspiração, também foram levados para a Torre e, a eles, juntou-se em 27 de novembro o conde de Northumberland.
Robert Wintour e Stephen Littleton foram capturados no dia 9 de janeiro de 1606.

## Reação
A Conspiração da Pólvora nasceu das estruturas governamentais inglesas que, proibindo a religião católica, fez com que o povo cristão se organizasse revoltado com as perseguições e proibições aos seus cultos religiosos. A conspiração foi descoberta, impedindo que tal ato prosseguisse. Após a falha do ataque a Coroa e ao Parlamento e com a morte dos principais nomes da conspiração, todos aqueles que sabiam ou não sobre esta traição se apresentaram ao rei. O Rei, Jaime I, um homem culto e virtuoso, apresenta-se ao Parlamento e em discurso se coloca como o “descobridor da conspiração” e, por ser astuto se mostrou, a princípio, misericordioso aos católicos ingleses. 

### Interrogatórios
O mês de novembro foi marcado, não só por interrogatórios mas, também, marca o início da adoção de métodos de tortura para obter informações dos conspiradores. Ganhando um caráter brutal, a partir do dia 6 deste mês. O Conselho consegue, após a confissão de Guido, prisioneiro revoltoso, informações, reais ou não, dos planos e envolvidos na conspiração. Os interrogatórios duraram 23 dias, deixando para próximo passo o interrogatório das esposas e dos outros acusados.
"...uma doença perigosa exigia um remédio desesperado."
Essa foi à resposta de John Johnson, codinome de Guy Fawkes, ao ser questionado sobre as consequências que seus atos trariam as pessoas inocentes que seriam mortas com a explosão. Sendo o primeiro a passar pelo interrogatório, não apresentou estar arrependido de seus atos, pois, acreditava em sua fé e buscava poder exercê-la de forma livre. Durante as revelações pós-torturas, os principais nomes dos traidores foram identificados. Dentre esses nomes não constou nomes de padres. É importante ressaltar que, antes da traição se concretizar, alguns padres católicos já sabiam de tal organização, ao ouvir as confissões dos revoltosos. 
As mulheres católicas inglesas tiveram um papel ativo durante a proibição e a conspiração em si. Elas tinham como papel principal o ensinamento e difusão da fé católica em recintos privados. Uma delas, Eliza Vaux, ao ser interrogada, não deixou escapar informações sobre os padres que ajudara em segredo.  
Segundo FRASER, apenas duas confissões foram publicadas: a de Guy Fawkes de 8 de novembro de 1605 e Thomas Wintour de 23 de novembro do mesmo ano. O envolvimento dos padres jesuítas, não seria perdoado pelo Rei que, após a confissão de Thomas Bates, afirmando sua participação na conspiração, mencionou os sacerdotes católicos. Buscando mais informações em relação à traição, o Conselho Privado do Reino Unido passa a admitir a torturar dos envolvidos com os conspiradores. Entre os torturados esteve João Pequeno — arquiteto dos esconderijos dos padres — que mais sofreu nos interrogatórios e que morre em 2 março de 1606, após várias sessões de tortura mas, fora declarado como suicida. 
Como haviam padres que sabiam da conspiração, mas não denunciaram os traidores, ao ser capturado, padre Garnet, que não tinha envolvimento na conspiração, mas que sabia sobre sua organização e finalidade, confessa ser culpado por omissão e traição.

### Jesuítas
O envolvimento dos padres jesuítas aconteceu de forma indireta, pois, sabendo sobre o fato que viria a ocorrer, em regime confessional, não os permitia revelar a ninguém essa trama. O padre Tesimond foi o primeiro que soube sobre a conspiração, após a confissão de Catesby. Por sua vez, o padre, se sentindo incomodado com tal informação recorreu ao padre Henry Garnet para compartilhar o que lhe fora revelado. 
“Em 15 de janeiro de 1606, decidiu-se que já se acumulara material suficiente para instaurar processo contra alguns padres.”
Enviando a Roma informações sobre as ações dos católicos na Inglaterra padre Garnet, suportou algum tempo guardar essa informação para si. Não tendo a mesma sorte que padre Tesimond que, ao ver o desenrolar dos acontecimentos e sabendo que seu nome aparecia como principal padre envolvido na traição junto com padre Garnet foge para Roma. Os padres Garnet e Oldcorne que, escondidos durante oito dias, foram capturados e levados para interrogatórios. 
Mesmo tratado com respeito, padre Garnet foi mantido recluso e vigiado, tendo suas correspondências fiscalizadas, houve difamação do seu nome por sir William Waad, na certeza de que o faria confessar a participação na traição. 

### Julgamentos
A explosão ocorrida anteriormente ao dia 5 de novembro, dia para acabar com os corpos governamentais ingleses (Rei e Parlamento), reduziu o número dos conspiradores. Os que sobreviveram passaram por interrogatórios, mas, pelo nível de traição, haveria condenação a morte. Entre os sobreviventes estavam Guy Fawkes, Thomas e Robert Wintour, John Grant, Ambrose Rockwood, Everard Digby, Robert Keyes e Thomas Bates. 
Durante o século XVII a forma de se julgar estava vinculada aos espetáculos públicos, pois, qualquer que fosse a acusação, ela já teria sido comprovada durante os interrogatórios realizados. O promotor responsável pelo caso, sir Edward Coke, se apressou em retirar toda e qualquer ligação da Coroa com o fato de todos terem se declarado inocentes nesse caso. Os acusados puderam se defender e, confessando sua culpa estava Rockwood; Fawkes se declarando inocente apresentou o porquê de se apresentar de tal forma, sendo ele acusado por crimes que não havia cometido. Thomas Wintour se sentiu culpado pela traição; Robert Keyes declarou que a morte era tão boa agora quanto em qualquer outra ocasião; Thomas Bates e Robert Wintour pediram misericórdia; John Grant declarou que estava sendo condenado por uma conspiração que jamais se realizou. 
Enfatizando a relação dos padres com a conspiração, Coke fez questão de colocá-los como responsáveis pela organização e efetivação do plano. Essa forma de apresentar os padres católicos diz respeito à intolerância sofrida pela fé católica na Inglaterra. 
Sendo acusado indevidamente, Garnet foi considerado culpado tendo como sentença ser “enforcado, arrastado e esquartejado”.

### Execuções
As execuções chegaram para todos os condenados, sendo executados uns na Catedral de São Paulo e outros no Palácio de Westminster. Entre as penalidades estava presente o enforcamento para todos os revoltosos. Divididos em grupo, os primeiros a sofrerem a execução foram sir Everard Digby que reconhecia ter violado a lei inglesa, mas não cometido os crimes de que fora acusado. Robert Wintour, John Grant e Thomas Bastes, que se mostrou arrependido ao pedir perdão ao Rei e a Deus, no dia 30 de janeiro. 
No dia seguinte foi executado Tom Wintour, Ambrose Rockwood, arrependido pedindo a Deus que abençoasse o Rei e sua família. Robert Keys fora esquartejado ainda vivo após sua corda arrebentar antes de ter o pescoço quebrado, como foi o caso de Guy Fawkes. 
Na Catedral de São Paulo, foi executado o padre Garnet que fez suas preces em latim e que, com a intervenção da população, após ser lançado ao enforcamento, teve o restante da sentença concluída já estando morto.  
Como é possível notar, todos os revoltosos, mesmo os que se arrependeram de participar da conspiração, não se revoltaram contra sua fé. Mantiveram-se católicos e realizando suas preces até o fim de suas vidas. Motivo que trará novos debates para a Inglaterra do século XVII. 

## Consequências

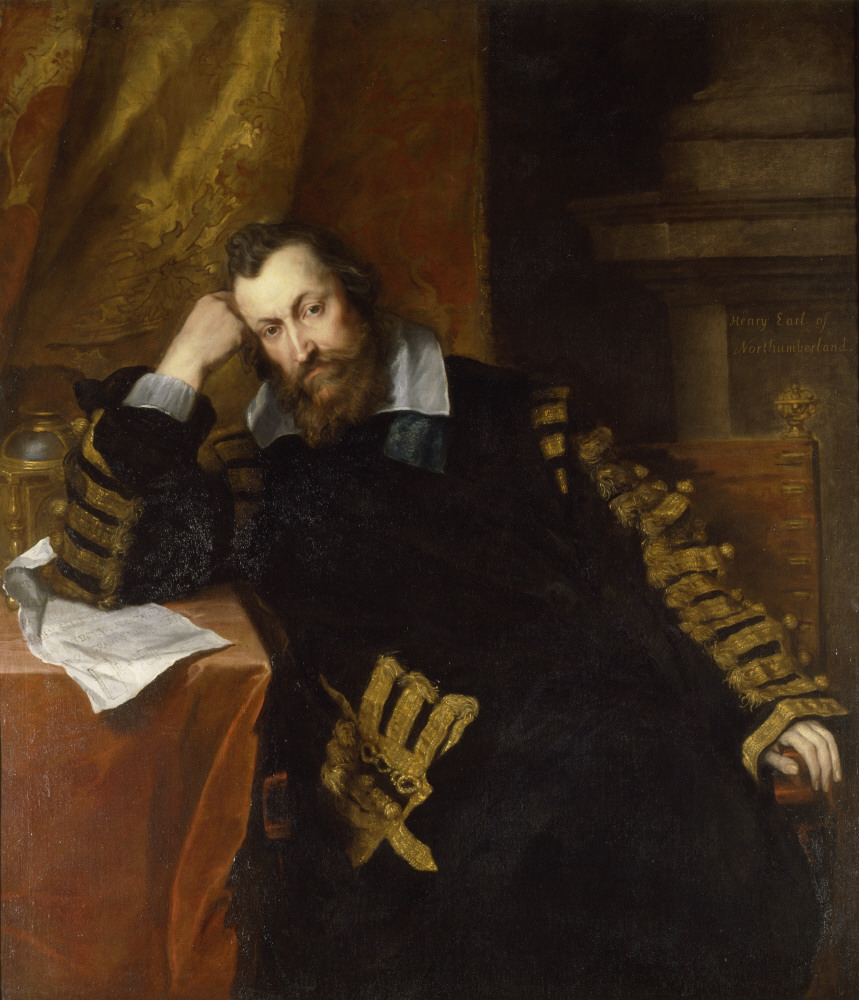
Henry Percy IX, Conde de Nothumberland (1564-1632).

Nos dias que se seguiram as execuções, o principal assunto em Londres era a religião e suas consequências, os debates giravam em torno de pontos como: armas e munições. Discutia-se que essas deveriam ser confiscadas dos recusantes, também era discutido a retiradas deles dos exércitos e é claro uma conversa anticatólica “bastante virulenta”. Os familiares dos conspiradores, sofriam perseguições, "vinganças financeiras", por mais que não tivessem tido um julgamento público oficial, eram socialmente menosprezados.
Os Lordes da câmara que foram presos, foram submetidos a um processo de perdão político.   Desses, o único que realmente perdeu prestígio político, financeiro e social, foi o Henry Percy o Conde de Northumberland.
A segurança do rei também foi outro assunto extremamente debatido, pois, uma vez colocada em risco sua segurança não havia garantias que um novo atentado não pudesse ocorrer. Essa preocupação com a segurança foi aproveitada pelo governo para manter sua caça aos traiçoeiros católicos.
Novas limitações foram impostas aos católicos ingleses, não podiam mais exercer a profissão de advogados, fazer parte do exército ou da marinha, "trabalhar como executor testamenteiro", ser guardião de menores, ter direito a educação universitária ou votar em eleições locais e/ou nas parlamentares até a Emancipação Católica no ano de 1829.
Em fevereiro de 1606, sir Thomas Smith, declarou que a mancha de sangue, causada pela Traição da Pólvora, jamais desaparecia da religião Papista.
Outra questão que podemos relacionar, como uma consequência das políticas que se desenvolveram no reinado de Jaime I pós Conspiração da Pólvora, é fato de que, esse foi considerado o mais importante da casa Stuart por definir o início das disputas entre concepções divergentes sobre o arranjo constitucional do país, deflagrando um processo que culminaria nas Guerras Civis.
Até os dias atuais, os porões da Câmara dos Lordes são inspecionados na abertura do Parlamento; é uma prática ritualística, que nasceu com o ocorrido de novembro de 1605.

### Estado de Conspiração
Ao longo dos séculos que sucederam a Conspiração da Pólvora os estudiosos sobre o assunto se dividiram em duas categorias distintas: os “pró-conspiradores” e os “não-conspiradores”. O primeiro grupo acredita fielmente na existência da Traição da Pólvora, o segundo acredita que o fato foi uma fabricação do governo da época, em busca de sustentar a política anticatólica e de exclusão da pequena burguesia do processo administrativo do reino.
Exemplos dessa dubiedade, podem ser encontrados em obras que foram publicadas recentemente e ao longo desses 400 anos pós traição.
Escritores, romancistas, historiadores e até mesmo panfletários criaram um corpus distinto para o estudo do ocorrido, como, por exemplo, o livro do padre Francis Edwards: Guy Fawkes: the real story of the Gunpowder Plot?, de 1969, que levanta a hipótese de que "toda a conspiração foi planejada por Robert Cecil, o conde de Salisbury", tal teoria aponta que o fato foi forjado com a ajuda de agentes duplos, incluindo o próprio Catesby, para justificar sua perseguição aos católicos ingleses moderados. Os primeiros relatos e rumores, de uma possível participação de Salisbury, datam de novembro de 1605. E, é possível relacionar que essas narrativas convinham aos reinos católicos estrangeiros, pois esses, estavam ansiosos para afastar qualquer ligação de seus governos com o atentado.
Investigantig Gunpowder Plot de 1992, escrito por Mark Nicholls, busca apontar a realidade da traição. A categorizando como um dos maiores desafios enfrentado por um governo dos primórdios da era Moderna. Na visão dos "pró-conspiradores", a tentativa de ataque, foi um ato de pessoas que buscavam impor a aceitação de sua crença, essa vertente de estudo é mais ampla e conta com várias teorias, que incluem os jesuítas, principalmente na figura do Padre Garnet, como o mentor da Conspiração.

### Noite da Fogueira

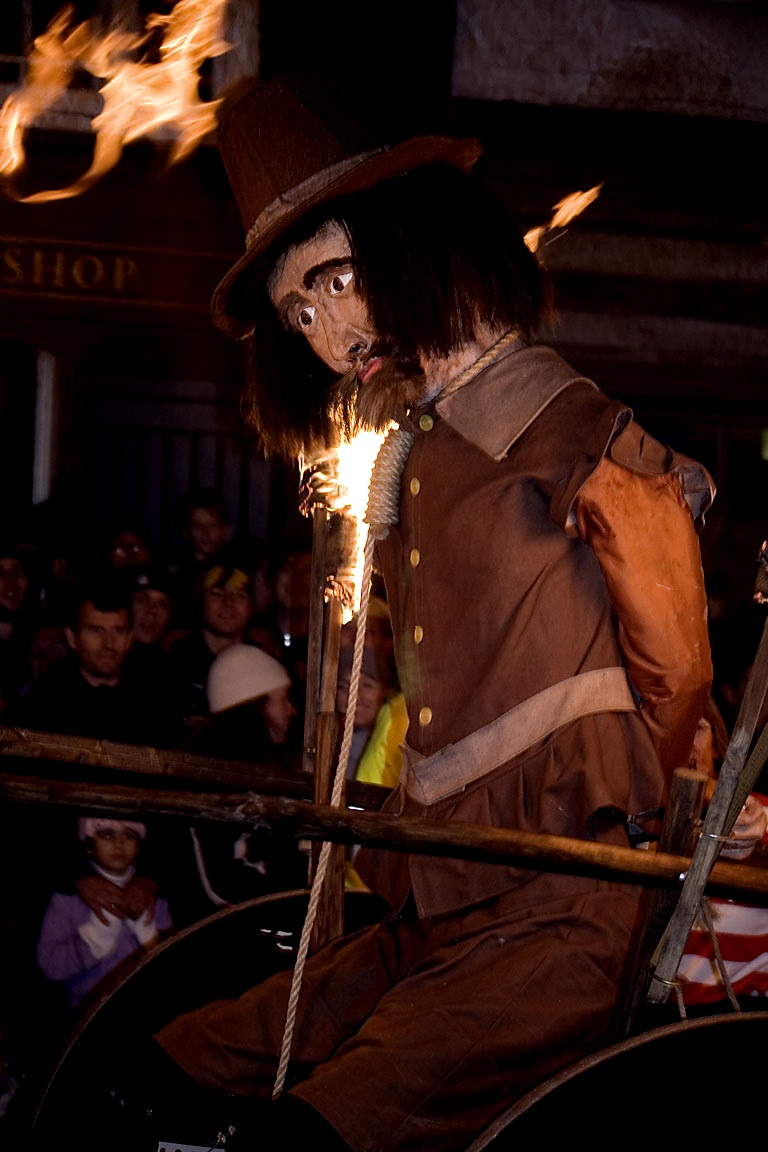
Representação de Guy Fawkes sendo queimado em uma celebração da Noite da Fogueira.

Outra herança da Traição da Pólvora, é a chamada Noite da Fogueira, inicialmente denominada Noite de Guy Fawkes, as primeiras fogueiras foram acessas no dia 5 de novembro de 1605, com um sermão realizado logo depois. Celebrando o fracasso do ataque dos conspiradores papistas. Nos anos que se seguiram, a celebração podia ser grande, nos períodos onde o anticatolicismos estava mais elevado, ou menores, com a calmaria da disputa religiosa.
Ao atravessar o Atlântico, pelas mãos dos imigrantes ingleses para o novo mundo, a noite passou a ser denominada de o Dia do Papa, onde o "populacho" queimava um boneco do Papa. 
Com o passar dos anos, essa celebração, ganhou cunho anárquico, com características antigovernamentais. Quando qualquer figura política poderia ser queimada, desde que, o Papa também queimasse junto.

### Símbolo Pop da Anarquia Moderna

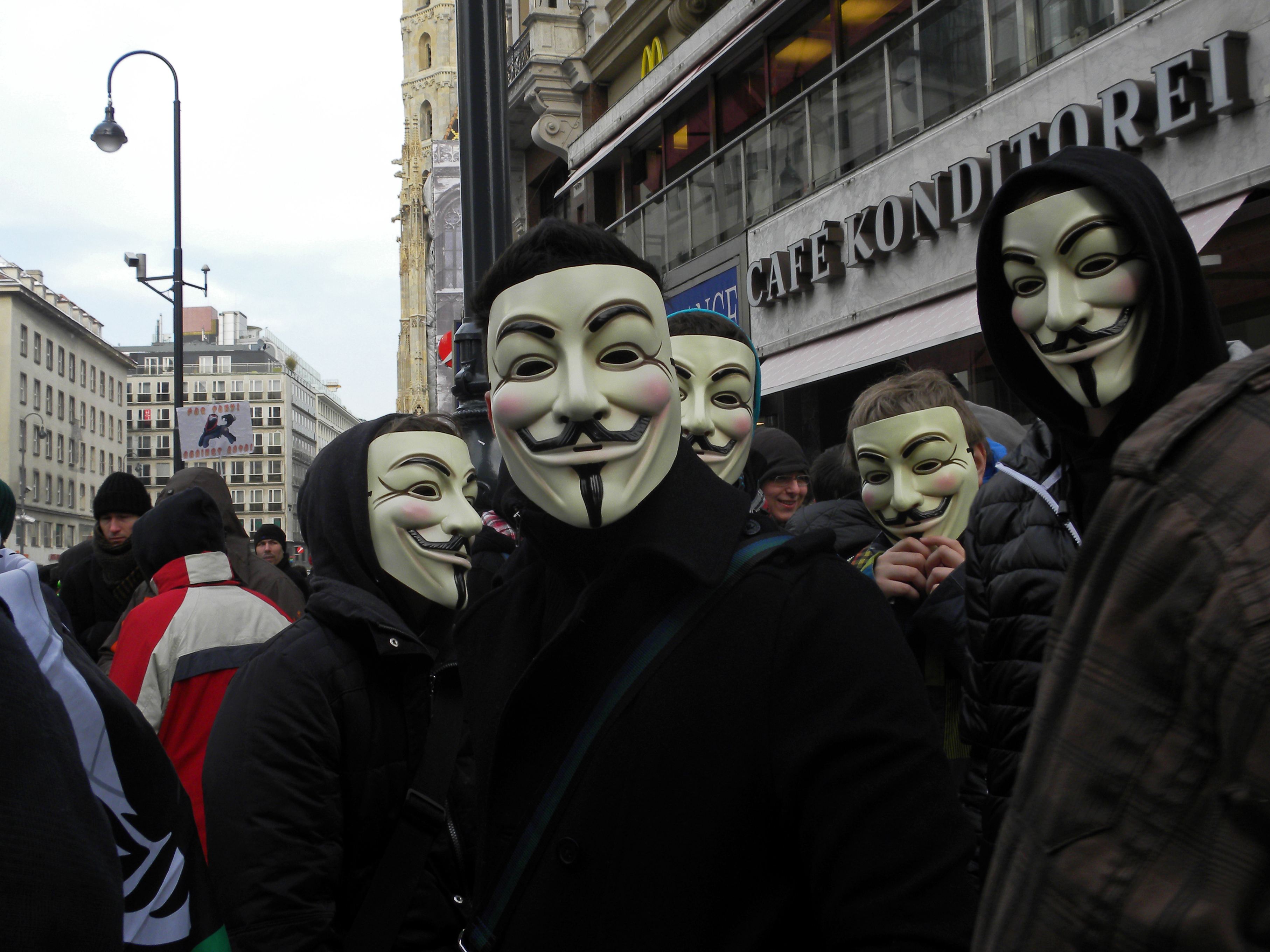
Máscara inspirada em Guy Fawkes, símbolo moderno de anarquia.

A história de Guy Fawkes perpetuou por todos esses anos no imaginário dos ingleses a cada comemoração do 5 de novembro, e inspirou produções da cultura POP como a graphic novel “V de Vingança” de Alan Moore e David Lloyd e sua adaptação para o cinema dirigida por James McTeigue, "V de Vingança".
Mas a influência da imagem de revolucionário de Fawkes, ultrapassou os limites da ficção. Através das ações de grupos ativistas como os hackers do “Anonymous”, que se utilizam da máscara criada por David Lloyd, desenhista do quadrinho “V de Vendetta”, e inspirada nas imagens que retratam Fawkes, tomou as ruas de diversas partes do mundo como um sinal de resistência e busca pela liberdade.
O uso da máscara com rosto do personagem “V”, inspirado em Fawkes, se tornou presente nas principais manifestações populares em diversos países, inclusive durante os eventos da Primavera Árabe, e durante as manifestações no Brasil em 2013, sendo associada como símbolo da anarquia, da luta pelos direitos civis, pela liberdade e pela justiça.